# Sanbornton (Nuevo Hampshire)
Sanbornton es un pueblo ubicado en el condado de Belknap en el estado estadounidense de Nuevo Hampshire. En el Censo de 2010 tenía una población de 2.966 habitantes y una densidad poblacional de 23,02 personas por km².

## Geografía
Sanbornton se encuentra ubicado en las coordenadas 43°31′27″N 71°36′6″O / 43.52417, -71.60167. Según la Oficina del Censo de los Estados Unidos, Sanbornton tiene una superficie total de 128,87 km², de la cual 123,3 km² corresponden a tierra firme y (4,32%) 5,57 km² es agua.

## Demografía
Según el censo de 2010, había 2.966 personas residiendo en Sanbornton. La densidad de población era de 23,02 hab./km². De los 2.966 habitantes, Sanbornton estaba compuesto por el 97,3% blancos, el 0,27% eran afroamericanos, el 0,37% eran amerindios, el 0,54% eran asiáticos, el 0% eran isleños del Pacífico, el 0,2% eran de otras razas y el 1,31% pertenecían a dos o más razas. Del total de la población el 0,91% eran hispanos o latinos de cualquier raza.